# Amstel Gold Race for kvinder
Amstel Gold Race for kvinder er et cykelløb, der blev etableret i 2001 i Nederlandene og er opkaldt efter hovedsponsoren ølmærket Amstel. Fra 2001 til 2003 blev løbet holddt sideløbende med mændenes løb. Fra 2017 bliver løbet igen arrangeret for kvinder, denne gang er løbet en del af UCI Women's WorldTour.  

## Vindere
| År                        | Vinder               | Toer                 | Treer                                     |        |
| ------------------------- | -------------------- | -------------------- | ----------------------------------------- | ------ |
| 2001                      | Debby Mansveld       | Mirjam Melchers      | Leontien van Moorsel                      |        |
| 2002                      | Leontien van Moorsel | Mirjam Melchers      | Katherine Bates                           |        |
| 2003                      | Nicole Cooke         | Olivia Gollan        | Edita Pučinskaitė                         |        |
| 2004-2016 ikke arrangeret |                      |                      |                                           |        |
| 2017                      | Anna van der Breggen | Lizzie Deignan       | Annemiek van Vleuten Katarzyna Niewiadoma |        |
| 2018                      | Chantal Blaak        | Lucinda Brand        | Amanda Spratt                             |        |
| 2019                      | Katarzyna Niewiadoma | Annemiek van Vleuten | Marianne Vos                              |        |
| 2020                      | aflyst               | aflyst               | aflyst                                    | aflyst |
| 2021                      | Marianne Vos         | Demi Vollering       | Annemiek van Vleuten                      |        |
| 2022                      | Marta Cavalli        | Demi Vollering       | Liane Lippert                             |        |
| 2023                      | Demi Vollering       | Lotte Kopecky        | Shirin van Anrooij                        |        |
| 2024                      | Marianne Vos         | Lorena Wiebes        | Ingvild Gåskjenn                          |        |
| 2025                      | Mischa Bredewold     | Ellen van Dijk       | Puck Pieterse                             |        |